# Calculadora humana

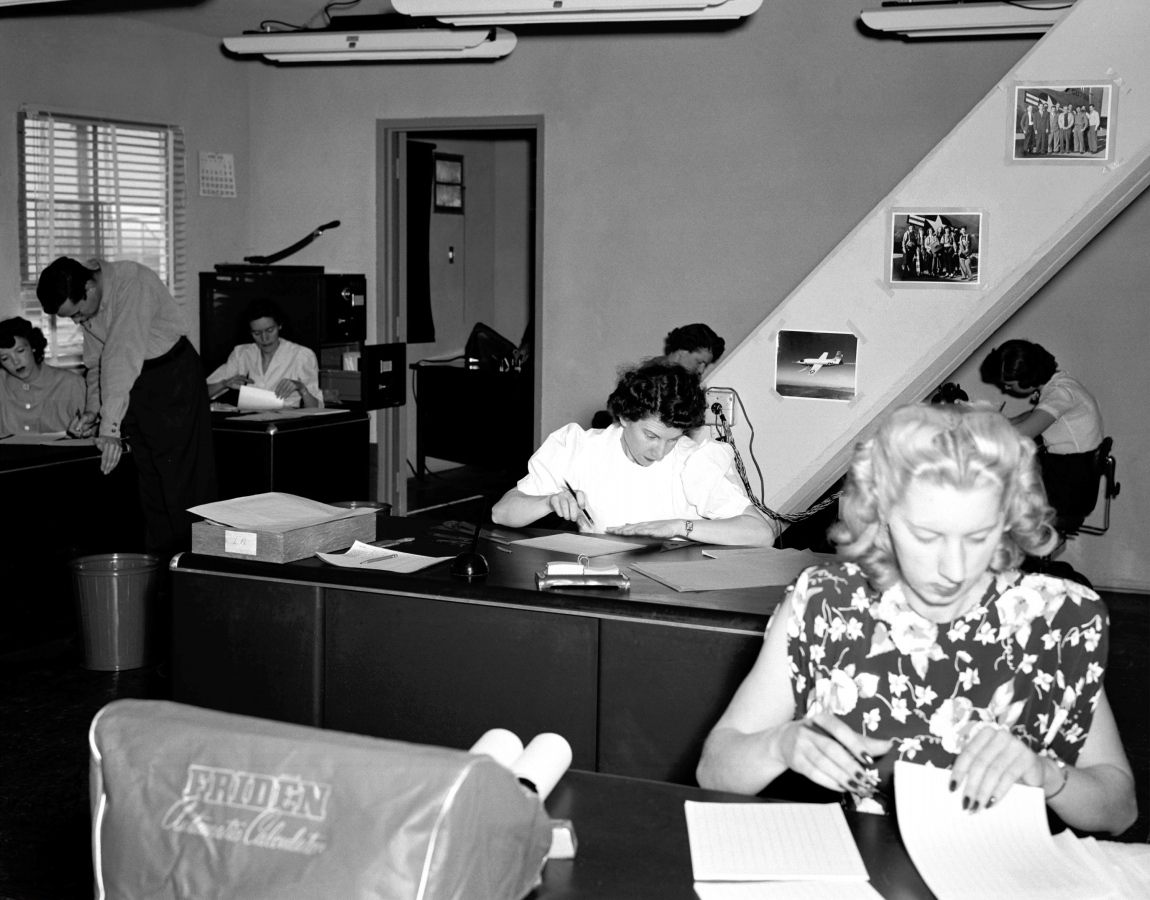
"Sala de calculistas" del "NACA High Speed Flight Station"

El término calculadora humana sirve para denominar a aquellas personas dedicadas (casi siempre de forma profesional) a la realización de operaciones matemáticas, especialmente antes de que los ordenadores estuvieran disponibles comercialmente. Alan Turing describió una "computadora humana" como alguien que "se supone que debe seguir reglas fijas; y no tiene autoridad para desviarse de ellas en ningún detalle". Desde finales del siglo XIX hasta la década de 1960 se utilizaron equipos de personas, a menudo mujeres, para acometer cálculos largos y a veces tediosos. El trabajo se solía dividir de forma que pudiera realizarse en paralelo. En ocasiones, equipos separados realizaban los mismos cálculos de forma independiente para verificar la exactitud de los resultados.
Desde finales del siglo XX, el término "calculadora humana" también se ha aplicado a individuos con poderes prodigiosos de cálculo mental, igualmente conocidos como calculistas mentales.
En inglés, el término "computador" se usa con el mismo sentido desde principios del siglo XVII (la primera referencia escrita conocida data de 1613).

## Orígenes en las ciencias

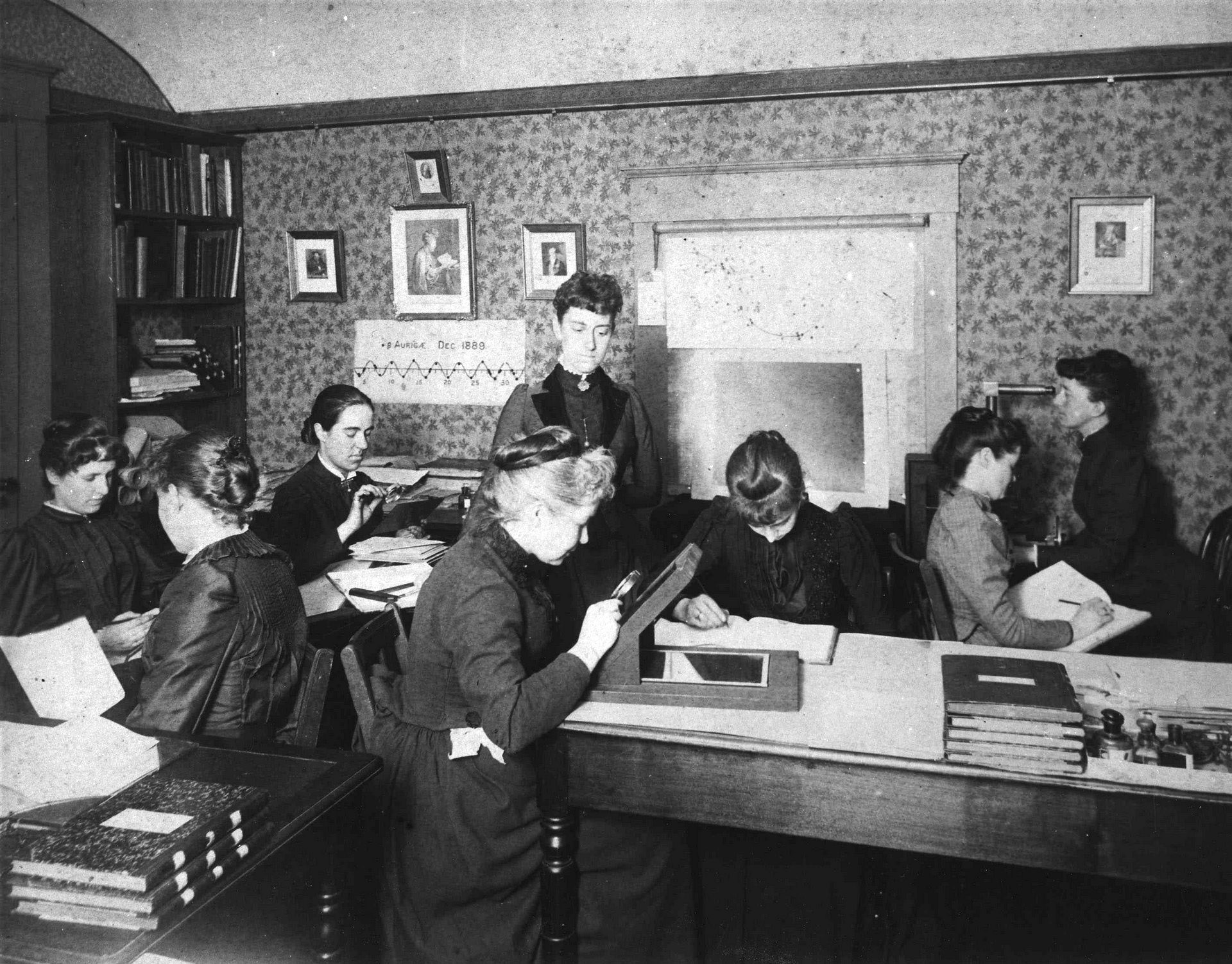
Las computadoras de Harvard fotografiadas en 1890; en el centro de pie, Williamina Fleming

Los astrónomos del Renacimiento usaban este concepto tan a menudo, que se llamaban a sí mismos "matemáticos" debido a que su trabajo principal consistía en calcular las posiciones de los planetas. Solían contratar a un "calculador" para ayudarlos. Para algunos hombres, como Johannes Kepler, ayudar en sus cálculos a un científico era un trabajo temporal a la espera de encontrar una posición más destacada.
Esta tarea se organizó eficazmente por primera vez cuando el astrónomo francés Alexis Claude Clairaut (1713-1765) dividió el cálculo necesario para determinar el momento del regreso del cometa Halley con dos de sus colegas, Joseph Lalande y Nicole-Reine Lepaute. A finales de la década de 1760, calculadoras humanas continuaban trazando los movimientos futuros de los objetos astronómicos para crear las tablas celestes incluidas en los almanaques.
Entre los calculadores que trabajaron en el Almanaque Náutico para el Almirantazgo británico, figuran William Wales, Israel Lyons y Richard Dunthorne. El proyecto fue supervisado por Nevil Maskelyne, quien tomaba prestadas tablas de otras fuentes tan a menudo como podía para reducir la cantidad de cálculos que su equipo de calculistas tenía que realizar.
Las mujeres eran generalmente excluidas de estas tareas, con algunas excepciones, como Mary Edwards, que trabajó desde 1780 hasta 1815 como una de las treinta y cinco computadoras del “Almanaque Náutico” británico utilizado para la navegación en alta mar. Estados Unidos también trabajó en su propia versión de un almanaque náutico en la década de 1840, siendo Maria Mitchell una de las calculadoras más conocidas del personal dedicado a confeccionar las tablas.
Otras innovaciones en computación humana incluyeron el trabajo realizado por un grupo de niños que trabajaban en la Sala Octagonal del Real Observatorio de Greenwich para el Astrónomo Real George Airy. Los calculadores de Airy, contratados después de 1835, podían tener tan solo quince años y trabajaban acumulando datos astronómicos. La forma en que Airy organizó la sala octogonal, con un administrador, formularios de cálculo preimpresos y métodos estandarizados de cálculo y verificación de resultados (similar a la forma en que operaban los calculadores del “Almanaque Náutico”), seguiría siendo un estándar para este tipo de trabajos durante los 80 años siguientes.
Las mujeres participaron cada vez más en los cálculos después de 1865, siendo contratadas por empresas privadas para efectuar todo tipo de cálculos y para administrar el personal de oficina.
En la década de 1870, el Cuerpo de Señales del Ejército de los Estados Unidos creó una nueva forma de organizar la computación humana para analizar los patrones climáticos, basada en trabajos anteriores de la Armada y del proyecto meteorológico del Instituto Smithsoniano. El Cuerpo de Señales utilizó un pequeño grupo de personas dedicado a procesar datos que debían recopilarse rápidamente y terminarse de procesar en "turnos intensivos de dos horas". Cada calculadora humana individual era responsable de tan solo una parte de los datos.
A finales del siglo XIX Edward Charles Pickering organizó el equipo de "computadoras de Harvard". La primera mujer que se acercó a ellos, Anna Winlock, solicitó en 1875 un puesto de trabajo al Observatorio de Harvard. Hacia 1880, todas las calculadoras que trabajaban en el Observatorio de Harvard eran mujeres. El pago estándar por computadora comenzaba en veinticinco centavos la hora. La demanda para trabajar allí era tan grande, que algunas mujeres se ofrecieron a trabajar gratis para las computadoras de Harvard. Muchas de las mujeres astrónomas de esta época fueron computadoras, y posiblemente las más conocidas sean Florence Cushman, Henrietta Swan Leavitt y Annie Jump Cannon, que trabajaron con Pickering desde 1888, 1893 y 1896 respectivamente. Cannon podía clasificar estrellas a una velocidad de 3 por minuto. Mina Fleming, una de las Computadoras de Harvard, publicó "El Catálogo Draper de Espectros Estelares" en 1890, organizado por líneas espectrales. El catálogo continuó siendo ampliado, agregando nuevas estrellas en volúmenes sucesivos. Elizabeth Williams participó en los cálculos de la búsqueda de un nuevo planeta, Plutón, en el Observatorio Lowell.
En 1893, Francis Galton creó el Comité para la realización de investigaciones estadísticas sobre las características medibles de plantas y animales, ligado a la Royal Society. El comité utiliza técnicas avanzadas para la investigación científica, y sirvió para apoyar el trabajo de varios científicos. W.F. Raphael Weldon, el primer científico apoyado por el comité trabajó con su esposa, Florencia Tebb Weldon, que era su calculadora. Weldon utilizaba logaritmos y tablas matemáticas creadas por August Leopold Crelle y no disponía de ninguna máquina calculadora. Karl Pearson, que tenía un laboratorio en la Universidad de Londres, estimó que la labor de Weldon fue "obstaculizada por el comité". Sin embargo, Pearson hizo crear una fórmula matemática que el comité pudo usar para determinar la correlación de los datos. A su vez, Pearson utilizó la fórmula de correlación en su propia Laboratorio de Biometría, en el que trabajaban calculadoras tanto mujeres como hombres (algunos voluntarios, y otros asalariados). Alice Lee era una de las calculadoras asalariadas que trabajaron con herramientas estadísticas como los histogramas y la distribución χ². Con Pearson también trabajaron Beatrice y Frances Cave-Brown-Cave. En 1906, se puede decir que Pearson y su equipo habían dominado por completo el arte de la confección de tablas matemáticas.

## Tablas matemáticas
Las calculadoras humanas se utilizaron en Europa durante los siglos XVIII y XIX para la confección de tablas matemáticas, especialmente de funciones trigonométricas y de logaritmos. A pesar de que estas tablas a menudo eran conocidas por los nombres de los principales matemáticos involucrados en el proyecto, en la práctica eran el fruto del trabajo de un ejército de calculadores desconocidos y anónimos. En algunos casos se necesitaron tablas con un alto grado de precisión para la navegación y la ingeniería. Las formas de organizar el trabajo diferían, pero por lo general el proyecto se subdividía en tareas independientes, realizándose a distancia mediante el trabajo a destajo de una serie de empleados que trabajaban en sus domicilios. Las calculadoras eran a menudo mujeres educadas de clase media, que la sociedad consideraba impropio que participaran como profesionales o que tuvieran que ir a trabajar. Recibir y enviar de vuelta por correo paquetes con los cálculos permitía evitar estos obstáculos. Finalmente, la Real Sociedad Astronómica organizó un nuevo departamento, el Comité de Tablas Matemáticas, que en 1925 era la única organización profesional para los equipos de calculadores humanos.

## Dinámica de fluidos

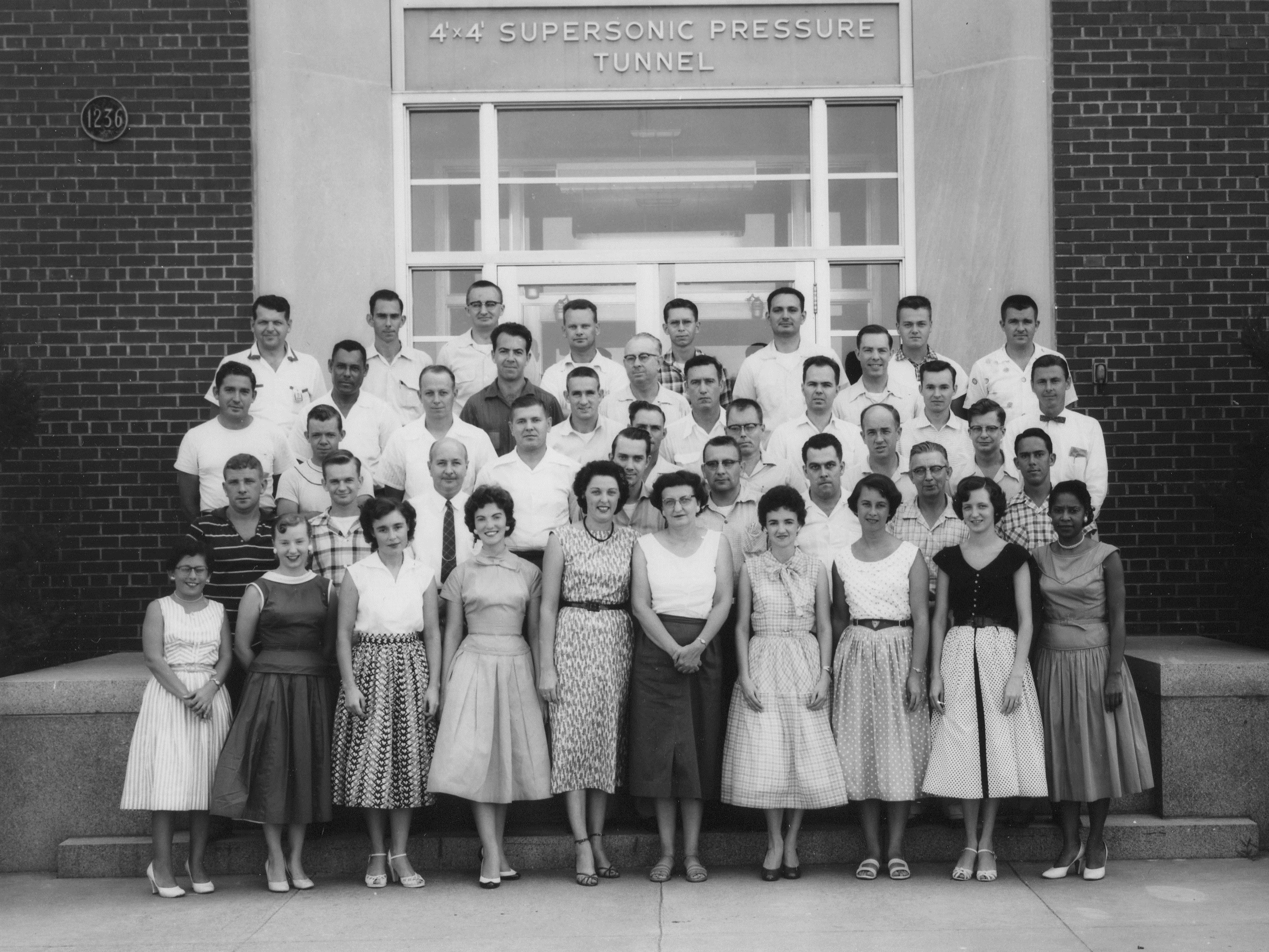
Computadoras humanas del NACA: personal del túnel de presión supersónico en la década de 1950

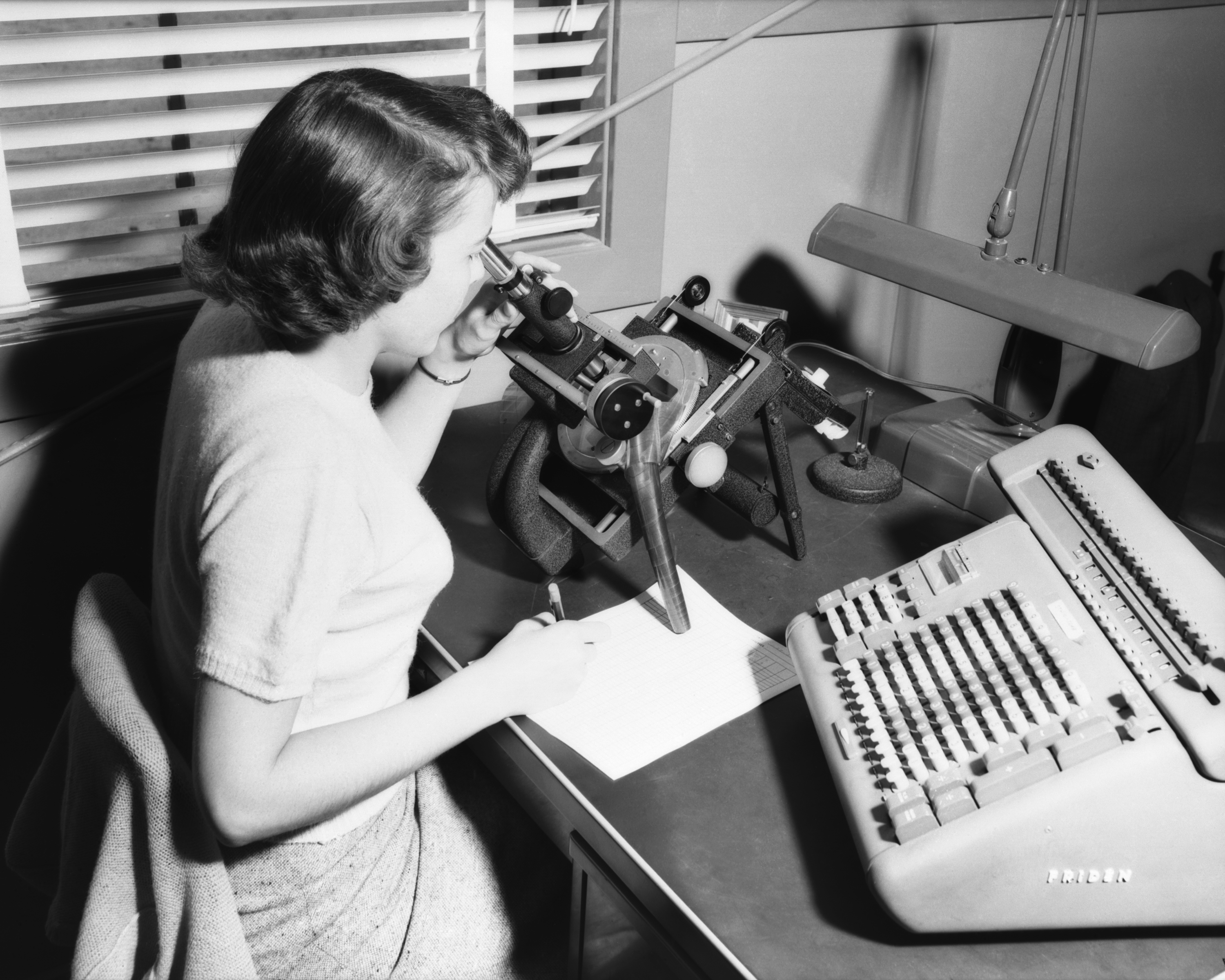
1954, computadora del NACA trabajando con un microscopio y una calculadora mecánica

Predecir los efectos de la construcción del Afsluitdijk entre 1927 y 1932 en el Zuiderzee (Países Bajos), exigió la utilización de calculadoras humanas. Los cálculos que implicaba la simulación fueron ideados por el físico Hendrik Antoon Lorentz.
Una aplicación visionaria a la meteorología se puede encontrar en el trabajo científico de Lewis Fry Richardson, quien en 1922 estimó que 64.000 personas podrían pronosticar el tiempo para todo el mundo mediante la resolución numérica de ecuaciones diferenciales primitivas. Alrededor de 1910 ya se habían utilizado computadoras humanas para calcular las tensiones en la mampostería interior de un dique.

## Calculadores y la electrónica en tiempo de guerra
En la Primera Guerra Mundial se utilizaron profusamente calculadoras humanas en el cálculo de tablas de balística. Más adelante, en el período comprendido entre las dos guerras mundiales, intervinieron en distintos trabajos desarrollados por el Departamento de Agricultura de los Estados Unidos y también por la Universidad Estatal de Iowa. Los equipos humanos implicados en estas tareas pudieron disponer de máquinas de calcular y de algunos de los primeros equipos eléctricos para facilitar su trabajo. En la década de 1930 se creó la Oficina Estadística de la Universidad de Columbia, fundada por Benjamin Wood. Equipos de calculadoras humanas también se establecieron en la Universidad de Indiana, en la Fundación Cowles y en el Consejo de Investigación Nacional.
Las calculadoras humanas jugaron un papel destacado en el esfuerzo bélico de Segunda Guerra Mundial en los Estados Unidos. Debido a la disminución de la fuerza de trabajo masculina originada por el reclutamiento de soldados, en esta época se formaron muchos equipos de calculadoras femeninas, frecuentemente con un título en matemáticas. En la década de 1940 se contrataron mujeres para examinar las trazas de partículas atómicas registradas en emulsiones fotográficas, y durante el Proyecto Manhattan, computadoras humanas que trabajaban con distintos medios mecánicos auxiliares, realizaron estudios numéricos de las complejas fórmulas relacionadas con la fisión nuclear.
Después de la Segunda Guerra Mundial, el Comité Asesor Nacional para la Aeronáutica (NACA) utilizó computadoras humanas en la investigación de vuelo para transcribir datos en bruto de película de celuloide y de gráficos de osciloscopios en papel, para luego, utilizando reglas de cálculo y calculadoras eléctricas, reducir los datos a unidades de ingeniería estándar. El libro biográfico de Margot Lee Shetterly, Hidden Figures (convertido en la película del mismo título en 2016), muestra a las mujeres afroamericanas que sirvieron como computadoras humanas en la NASA realizando los cálculos necesarios para lanzar el cohete Mercury Atlas 6, la primera misión tripulada estadounidense situada en la órbita terrestre. El NACA había comenzado a contratar mujeres negras como computadoras desde 1940. Una de ellas fue Dorothy Vaughan, quien comenzó su trabajo en 1943 en el Centro de investigación de Langley como contratada especial para colaborar en el esfuerzo de guerra, y que vino a supervisar al equipo de las West Area Computers, un grupo de mujeres afroamericanas que trabajaban como computadoras en Langley. La informática humana se consideraba por aquel entonces un trabajo servil. El 8 de noviembre de 2019, se otorgó la Medalla de Oro del Congreso de los Estados Unidos "En reconocimiento a todas las mujeres que trabajaron como computadoras, matemáticas e ingenieras en el Comité Asesor Nacional de Aeronáutica y la Administración Nacional de Aeronáutica y del Espacio (NASA) entre las décadas de 1930 y 1970."
A medida que los ordenadores electrónicos se hicieron cada vez más frecuentes, las computadoras humanas, especialmente las mujeres, fueron seleccionadas como algunas de las primeras programadoras. Debido a que las seis personas responsables de configurar los problemas en el ENIAC (la primera computadora digital electrónica de propósito general, construida en la Universidad de Pensilvania durante la Segunda Guerra Mundial) se redactaron a partir de un equipo de computadoras humanas, las primeras programadoras de computadoras profesionales del mundo fueron mujeres, a saber: Kay McNulty, Betty Snyder, Marlyn Wescoff, Ruth Lichterman, Betty Jean Jennings y Fran Bilas.

## Computación asistida por humanos
El término computadora humana ha sido utilizado recientemente por un grupo de investigadores que se refieren a su trabajo como "computación humana". En este uso, "computadora humana" se refiere a las actividades de los humanos en el contexto de la computación basada en humanos (HBC).
Este uso es cuestionable por la siguiente razón. La computación basada en humanos (HBC) es una técnica de cálculo en la que una máquina subcontrata ciertas tareas (no necesariamente algorítmicas) a un humano. De hecho, la mayoría de las veces, los humanos en el contexto de las técnicas de la HBC no cuentan con una secuencia de pasos exactos que deben ejecutarse para obtener una respuesta. La HBC es agnóstico sobre cómo los humanos resuelven el problema. Por eso se utiliza el término subcontratación en la definición. El uso de humanos como "computadoras humanas" en el contexto de la HBC es muy raro.